# 八塘街道
八塘街道是中华人民共和国广西壮族自治区贵港市港南区下辖的一个街道办事处。
2016年12月11日，广西壮族自治区人民政府批复同意撤销八塘镇，由港南区直接管辖其行政区域。2017年7月31日，贵港市人民政府批复同意设立八塘街道办事处。街道办事处驻地在八塘社区（原八塘镇人民政府驻地）。

## 行政区划
八塘街道下辖以下村级行政区划单位：
八塘村、高新村、高岭村、三板村、学山村、山泉村、新花村、新合村、振新村、木龙村、苏岗村、大新村、高北村、横岭村、岑西村、新安村、陈湾村、高浪村、湴村、新蒙村、新陆村和苏湾村。